# アリスの季節
「アリスの季節」（アリスのきせつ）とは、1988年4月からNHKの『みんなのうた』で放送された曲。作詞：暮醐遊、作曲・歌：沢田知可子、編曲：槌田靖識。
「不思議の国のアリス」をイメージした楽曲。
映像は芝山努による4作目のアニメ映像、現時点で本作が最後の登板である。
みんなのうたのCDでは星子潤や川島上叢子などによるカバーが収録されており、沢田歌唱による音源化はされていない。
沢田が1989年に発売したアルバム「Private Favor」の7曲目「Pas de deux（パ・ド・ドゥ）」は本曲のメロディを流用し、歌詞を変えて歌っている。